# 喬維翰
喬維翰（1435年—？），字師召，直隸松江府上海縣人，竈籍。明朝政治人物。進士出身。

## 生平
應天府鄉試第三十二名。成化五年（1469年）參加乙丑科會試第一百四名，殿試登進士第二甲第三十二名，改庶吉士。成化七年（1471年）改翰林院編修。

## 家族
曾祖喬士廉、祖父喬公敏、父亲喬宗岳。